# Championnat de Tunisie masculin de handball 1993-1994
Navigation
Saison précédente 1992-1993 Saison suivante 1994-1995
La saison 1993-1994 du championnat de Tunisie masculin de handball est la 39e édition de la compétition. Elle est disputée en deux phases : une première en deux poules de six clubs chacune et une deuxième en play-off et play-out. Elle est favorable à El Makarem de Mahdia qui est couronnée pour la première fois.

## Clubs participants
| - Association sportive d'Hammamet - Club africain - Club sportif de Hammam Lif - Club sportif des cheminots - Club sportif hilalien - El Baath sportif de Béni Khiar | - El Makarem de Mahdia - Espérance sportive de Tunis - Étoile sportive du Sahel - Sporting Club de Moknine - Stade tunisien - Zitouna Sports |

## Compétition
Le barème de points servant à établir le classement se décompose ainsi :
- Victoire : 3 points
- Match nul : 2 points
- Défaite : 1 point
- Forfait et match perdu par pénalité : 0 point

### Première phase
Les trois premiers se qualifient au play-off et les trois autres au play-out.
- Poule A